# Paectes canescens
Paectes canescens là một loài bướm đêm trong họ Noctuidae.